# Gersón Montes
Gersón David Montes de Oca (* 8. Juni 1997) ist ein ecuadorianischer Leichtathlet, der sich auf den Mittelstreckenlauf spezialisiert hat.

## Sportliche Laufbahn
Erste internationale Erfahrungen sammelte Gersón Montes im Jahr 2014, als er bei den Jugendsüdamerikameisterschaften in Cali in 6:10,66 min den sechsten Platz über 2000 m Hindernis belegte. Im Jahr darauf siegte er in 9:53,00 min über 3000 m Hindernis bei den Juniorensüdamerikameisterschaften in Cuenca und 2016 gewann er bei den U23-Südamerikameisterschaften in Lima in 9:21,95 min die Bronzemedaille hinter dem Brasilianer Daniel do Nascimento und Walter Ñaupa aus Peru. Zudem belegte er in 3:59,79 min den vierten Platz im 1500-Meter-Lauf und gelangte mit 14:45,13 min auf Rang sechs über 5000 Meter. Im Jahr darauf wurde er bei den Südamerikameisterschaften in Luque in 3:58,71 min Neunter über 1500 Meter und 2018 belegte er bei den Ibero-Amerikanischen Meisterschaften in Trujillo in 9:12,86 min den fünften Platz im Hindernislauf und gelangte mit 3:53,77 min auf Rang acht über 1500 Meter. Nach einer zweijährigen Wettkampfpause erreichte er bei den Leichtathletik-Südamerikameisterschaften 2021 in Guayaquil mit 3:54,31 min Rang 13 über 1500 Meter und im Jahr darauf belegte er bei den Juegos Bolivarianos in Valledupar in 1:51,18 min bzw. 3:53,35 min jeweils den achten Platz über 800 und 1500 Meter. 2023 belegte er bei den Südamerikameisterschaften in São Paulo in 3:50,66 min den fünften Platz über 1500 Meter und wurde in 1:52,94 min Elfter über 800 Meter. Im Jahr darauf belegte er bei den Ibero-Amerikanischen Meisterschaften in Cuiabá in 8:18,30 min den siebten Platz im 3000-Meter-Lauf und gelangte mit 3:45,72 min auf Rang sechs über 1500 Meter.
In den Jahren 2023 und 2024 wurde Montes ecuadorianischer Meister 1500-Meter-Lauf sowie 2023 auch über 800 Meter und in der 4-mal-400-Meter-Staffel.

## Persönliche Bestleistungen
- 800 Meter: 1:50,35 min, 17. April 2022 in Guayaquil
- 1500 Meter: 3:45,72 min, 12. Mai 2024 in Cuiabá
- 3000 Meter: 8:18,30 min, 10. Mai 2024 in Cuiabá
- 5000 Meter: 14:26,94 min, 10. September 2023 in Lima
- 3000 m Hindernis: 9:12,86 min, 25. August 2018 in Trujillo